# Carmine Giovinazzo
Carmine Dominick Giovinazzo (Staten Island, Nueva York; 24 de agosto de 1973) es un actor estadounidense.

## Biografía

### Inicios
Carmine Giovinazzo nació en Staten Island. Viene de una familia de enfermeros de orígenes italianos (procedente de Nápoles), noruegos y británicos. Criado en las calles de Staten Island, Giovinazzo fue un ávido atleta que practicó varios deportes diferentes aunque sus preferidos fueron el béisbol y hockey sobre patines. Se graduó en el Port Richmond High School en 1991 y luego acudió al Wagner College. Tenía esperanzas de convertirse en un jugador profesional de béisbol pero una seria lesión en la espalda truncó sus planes, así que, con el apoyo de su familia, se dedicó a la interpretación.

### Carrera
En 1997, Giovinazzo se trasladó a Los Ángeles. Al poco tiempo, conseguiría su primer papel en Hollywood en el episodio piloto de Buffy la cazavampiros, en el que su personaje era la primera víctima en pantalla.  Después aparecería en numerosos papeles de artista invitado en televisión y cine, incluyendo Billy's Hollywood Screen Kiss, For Love of the Game, The Big Brass Ring y Black Hawk Down. También fue miembro del reparto de la corta sitcom de UPN, Shasta McNasty. Otras películas en las que ha tenido papeles protagonistas son In Enemy Hands con William H. Macy y Players con Freddy Rodríguez y Peter Dobson.   
Giovinazzo interpretaba al científico forense Danny Messer en la exitosa serie de televisión, CSI: Nueva York. Es el primer actor en aparecer en los tres CSI: su personaje en CSI: Nueva York fue presentado en el episodio "MIA/NYC Nonstop" de CSI: Miami (junto a otros miembros del reparto de CSI: Nueva York) y en 2002 fue estrella invitada en la tercera temporada del original de Las Vegas, CSI: Crime Scene Investigation, aunque no como Danny Messer, su personaje en CSI: Nueva York, sino como un corredor callejero llamado Thumpy G, en el episodio "Revenge is Best Served Cold".

### Familia y vida personal
Es primo de Buddy Giovinazzo y Rick Giovinazzo. También es primo del actor Larry Romano, quien interpretó al hermano de Danny Messer, Louie, en el episodio "Run Silent, Run Deep" de CSI: Nueva York.
Giovinazzo luce un tatuaje en su hombro derecho. Toca la guitarra y escribe canciones y poemas en su tiempo libre. También pinta, principalmente al óleo, y una de sus pinturas apareció en el episodio "Tri-Borough" de CSI: Nueva York. Actualmente es el vocalista de su banda, Ceesau.
Salió con la estrella de Las Vegas, Vanessa Marcil, desde 1999, y se casaron el 11 de julio de 2010 en una ceremonia privada a la que solo asistieron familiares y amigos muy cercanos a la pareja.

## Filmografía

### Televisión
| Año       | Título                | Papel                  | Notas                          |
| --------- | --------------------- | ---------------------- | ------------------------------ |
| 1997      | Buffy la cazavampiros | Chico                  | Dos episodios                  |
| 1999      | Shasta McNasty        | Scott                  | Papel principal (22 episodios) |
| 2002      | CSI Las Vegas         | Thumpy G               | Un episodio                    |
| 2003      | The Guardian          | Glen Lightstone        | Un episodio                    |
| 2004      | CSI: Miami            | Detective Danny Messer | Un episodio, crossover         |
| 2004-2013 | CSI Nueva York        | Detective Danny Messer | 197 capítulos                  |
| 2016      | Mentes Criminales     | Agente Miller          | Un episodio                    |
| 2020      | Chicago Med           | Tyler Clemons          | Un episodio                    |